# زندانی زندا (فیلم ۱۹۱۳)
زندانی زندا (انگلیسی: The Prisoner of Zenda) یک فیلم صامت به کارگردانی ادوین اس پورتر است که در سال ۱۹۱۳ منتشر شد.
داستان این فیلم از رمان به همین نام نوشته آنتونی هوپ اقتباسی شده است